# Louis Godart
Louis Godart (Bourseigne-Vieille, 12 agosto 1945) è un grecista belga naturalizzato italiano.
Studioso di miceneo, detiene la cattedra di Filologia Micenea all'Università "Federico II" di Napoli, ed è attualmente Consigliere per la Conservazione del Patrimonio Artistico del Presidente della Repubblica Italiana. Residente a Roma, è cittadino italiano e belga.
Godart è autore di 29 monografie e 141 articoli scientifici, pubblicati in Italia e all'estero, su argomenti che riguardano le civiltà del Mediterraneo, in particolare le civiltà egee.

## Biografia

### Formazione
Dopo aver frequentato le scuole medie e il liceo presso il Collège de Bellevue a Dinant, in Belgio fino al 1963, si è laureato in Lettere e Filosofia - più esattamente in Filologia Classica - nel 1967 all'Università di Louvain. Nel 1971 ha conseguito un dottorato in Lettere e Filosofia presso la Libera Università di Bruxelles e nel 1977 un altro dottorato in Lettere e Scienze Umanistiche alla Sorbona di Parigi.

### Attività di ricerca
Autore di fondamentali ricerche sulle tavolette micenee in Lineare B e, in generale, sulle scritture egee, nel 1982 ha dato vita alla Missione Archeologia nel sito minoico di Apodoulou, Creta, missione congiunta dell'Università di Napoli “Federico II” e del Ministero della Cultura greco, co-diretta insieme al prof. Yannis Tzedakis, già Direttore Generale delle Antichità della Grecia. Ha organizzato vari congressi nazionali ed internazionali nell'ambito archeologico e filologico relativo alla protostoria mediterranea, tra cui l'importante II Congresso Internazionale di Micenologia a Napoli nel 1992.

### Nomine accademiche e varie
Membro della Scuola Archeologica Francese di Atene dal 1971 al 73, è stato nominato professore di Filologia Micenea all'Università "Federico II" di Napoli nel 1973, divenendo poi Professore Ordinario nel 1983. Dall'ottobre del 1983 e per cinque anni è stato direttore dell'Academia Belga di Roma. Socio dell'Accademia dei Lincei dal luglio 1987. Socio dell'Accademia di Francia (Académie des Inscriptions et Belles-Lettres) dal febbraio 1998. Socio dell'Accademia di Atene dal novembre 1998. Socio dell'Accademia Pontaniana di Napoli dal dicembre 1998. Socio Onorario dell'Associazione Nazionale Archeologi dal 2005.
Membro del Comitato Scientifico delle Riviste Archeo, Archeologia Viva, Archéologie Nouvelle, Gaia, Res Publica Litterarum, è stato visiting professor presso varie Università italiane e straniere tra cui: Scuola Normale Superiore di Pisa, Università di Perugia, Università di Lecce, Università di Roma "La Sapienza", Università di Urbino, Istituto Universitario Orientale di Napoli, Università di Paris I, Università di Paris X, Università di Nancy, Università di Aix en Provence, Università di Londra, Università di Cambridge (Inghilterra), Università di Madison (Wisconsin USA), Università di Liegi, Università di Marburg, Università di Heidelberg, Università di Nürnberg, Università di Atene, Università di Creta.
Godart è socio dell'Accademia dei Lincei dal luglio 1987, dell'Accademia di Francia (Académie des Inscriptions et Belles-Lettres) dal febbraio 1998, dell'Accademia di Atene dal novembre 1998, dell'Accademia Pontaniana di Napoli dal dicembre 1998 e Socio Onorario dell'Associazione Nazionale Archeologi dal 2005.

## Opere

### Monografie
- Index généraux du linéaire B, (in collaborazione con J.-P. Olivier, C. Seydel e C. Sourvinou), Roma 1973.
- Recueil des inscriptions en linéaire A, (in collaborazione con J.-P. Olivier), Etudes Crétoises, XXI, tome I, Paris 1976.
- TO MINOIKO ARXEIO TON XANION, (in collaborazione con I.A. Papapostolou e J.-P. Olivier), Roma 1976.
- Recueil des inscriptions en linéaire A, Etudes Crétoises, XXI, tome III, Paris 1976 (in collaborazione con J.-P. Olivier).
- Fouilles exécutées à Mallia. Le Quartier Mu, Introduction générale par J.-C. Poursat. L'écriture hiéroglyphique crétoise par L. Godart et J.-P. Olivier, Etudes Crétoises, XXIII, Paris 1978.
- Les tablettes en linéaire B de Thèbes, (in collaborazione con A. Sacconi), Roma 1978.
- Recueil des inscriptions en linéaire A, (in collaborazione con J.-P. Olivier), Etudes Crétoises, XXI, tome II, Paris 1978.
- Recueil des inscriptions en linéaire A, (in collaborazione con J.-P. Olivier), Etudes Crétoises, XXI, tome IV, Paris 1982.
- Recueil des inscriptions en linéaire A, (in collaborazione con J.-P. Olivier), Etudes Crétoises, XXI, tome V, Paris 1985.
- Corpus of Mycenaean Inscriptions from Knossos, (in collaborazione con J. Chadwick, J.T. Killen, J.-P. Olivier, A. Sacconi, I.A. Sakellarakis), LXXXVIII, Cambridge-Roma 1986, Incunabula Graeca, vol. I, 1-1063.
- Momenti precoloniali nel Mediterraneo antico, (in collaborazione con E. Acquaro, F. Mazza e D. Musti), Atti del Convegno Internazionale svoltosi all'Accademia Belgica e al Consiglio Nazionale delle Ricerche, Roma 1989.
- Le pouvoir de l'écrit. Aux pays des premières écritures, Editions Errance, Paris, 1990.
- Appunti di Filologia Micenea, (in collaborazione con A. Franceschetti), Napoli, Liguori, 1990.
- Corpus of Mycenaean Inscriptions from Knossos, (in collaborazione con J. Chadwick, J.T. Killen, J.-P. Olivier, A. Sacconi, I.A. Sakellarakis), Incunabula Graeca, LXXXVIII, vol. II, Cambridge-Roma 1990, pp. 1064–4495.
- L'invenzione della scrittura. Dal Nilo alla Grecia, Collana Saggi n.765, Torino, Einaudi, 1992.
- Témoignages archéologiques et épigraphiques en Crète occidentale du Néolithique au Minoen Récent III B, (in collaborazione con Y. Tzedakis), Incunabula Graeca, XCIII, Roma, 1992.
- Il disco di Festos. Certezze ed enigmi di una grande scoperta, Supplemento ad "Archeologia Viva", ott. - nov. 1993, Giunti, Firenze 1993.
- Il disco di Festo. L'enigma di una scrittura, a cura di M. Perosino, Collana Saggi n.782, Torino, Einaudi, 1994.
  - The Phaistos Disk. The Enigma of an Aegean Script, Editions Itanos, Iraklio 1995.
  - Der Diskus von Phaistos, Das Rätsel einer Schrift der Ägäis, Editions Itanos, Iraklio 1995.
  - Le disque de Phaistos, L'énigme d'une vieille écriture de l'Egée, Editions Itanos, Iraklio 1995.
- L'oro di Troia. La vera storia del tesoro scoperto da Schliemann, con Gianni Cervetti, Collana Gli Struzzi, Torino, Einaudi, 1996.
- Corpus Hieroglyphicarum Inscriptionum Cretae, (in collaborazione con J.-P. Olivier), Etudes Crétoises, 31, Paris 1996.
- Atti e Memorie del Secondo Congresso Internazionale di Micenologia, (in collaborazione con E. De Miro e A. Sacconi), voll. 1, 2, 3, Roma 1996;
- Le isole degli Dei. Creta e l'arcipelago greco, "Archeo - monografie", VI, Milano, febbraio 1997;
- Corpus of Mycenaean Inscriptions from Knossos, (in collaborazione con J. Chadwick, J.T. Killen, J.-P. Olivier and A. Sacconi), vol. III (5000 - 7999), Incunabula Graeca, LXXXVIII, Roma-Cambridge 1998.
- Grecia. Terra di Dei e di Eroi, (in collaborazione con J. Lange), "Archeo - monografie", VII.1 , Milano febbraio 1998.
- Corpus of Mycenaean Inscriptions from Knossos, vol. IV (8000 - 9947), Incunabula Graeca LXXXVIII, Roma-Cambridge 1998 (in collaborazione con J. Chadwick, J.T. Killen, J.-P. Olivier and A. Sacconi).
- Popoli dell'Egeo. Civiltà dei palazzi, Silvana Editoriale, Cinisello Balsamo, 2002, ISBN 978-88-821-5509-4.
- In margine all'Iliade, a cura di V. Marsico, Il Veltro, 2003, ISBN 978-88-850-1547-0.
- La libertà fragile. L'eterna lotta per i diritti umani, Collana Saggi, Milano, Mondadori, 2012, ISBN 978-88-046-1937-6.
- La tavola Doria, Collana Saggi, Milano, Mondadori, 2012, ISBN 978-88-046-2687-9.
- Europa. Nascita e affermazione di una civiltà, Collana Tempi moderni, Codice, 2014, ISBN 978-88-757-8436-2.
- Il Principe dei sogni. Giuseppe negli arazzi medicei di Pontormo e Bronzino, Milano, Skira, 2015, ISBN 978-88-572-2796-2.
- Il libro nella storia, Forum, 2015, ISBN 978-88-842-0934-4.
- Supplemento al «Corpus delle iscrizioni vascolari in lineare B», con Anna Sacconi, Pisa-Roma, Fabrizio Serra Editore, 2017, ISBN 978-88-622-7948-2.
- Atti del Convegno Internazionale "Grecia, Magna Grecia, Europa" (saggio: "La Magna Grecia e il messaggio della classicità", pag.18), a cura dell'Associazione culturale Bova Life - Vua Zoì, Iiriti editore, 2019, ISBN 978-88-89955-82-6
- Da Minosse a Omero. Genesi della prima civiltà europea, Collana Saggi, Torino, Einaudi, 2020, ISBN 978-88-062-4380-7.
- I custodi della memoria. Lo scriba tra Mesopotamia, Egitto ed Egeo, Collana Saggi, Torino, Einaudi, 2023, ISBN 978-88-062-5658-6.

### Articoli scientifici
- Le grain à Cnossos, in "Studi Micenei ed Egeo-anatolici", 5, 1968, pp. 56–63;
- Ku-pi-ri-jo dans les textes mycéniens, in "Studi Micenei ed Egeo-anatolici", 5, 1968, pp. 64–70;
- Les quantités d'huile de la série Fh de Cnossos, in Atti e Memorie del 1º Congresso Internazionale di Micenologia, Roma 1968, pp. 598–610;
- La série Fh de Cnossos, in "Studi Micenei ed Egeo-anatolici", 8, 1969, pp. 39–65;
- The Grouping of Place-Names in the PY Cn Tablets, in "Bulletin of the Institute of Classical Studies", 17, 1970, pp. 159–161;
- 123 Raccords et quasi-raccords de fragments dans les tablettes de Cnossos, (in collaborazione con J.T. Killen e J.-P. Olivier), in "Minos", X, 1970, 2, pp. 151–165;
- Les tablettes Fh 1056, 1057 et 1059, in "Bulletin de l'Institut Historique Belge de Rome", 40, 1969, pp. 5–7;
- Les tablettes du scribe 137, in "L'Antiquité Classique", 39, 1970, pp. 385–394;
- Valeur des idéogrammes OVISμ, OVISƒ, CAPμ, CAPƒ, SUSμ, SUSƒ, BOSμ, BOSƒ dans les tablettes de Cnossos et de Pylos, in "KC/I35! XC?;35!", 1971, pp. 89–94;
- La série Co de Cnossos, in Actes du 5ème Colloque International des Etudes Mycéniennes (Acta Mycenaea), Salamanque 1972, pp. 418–424;
- Remarques sur la nouvelle édition des tablettes de Cnossos, in "KC/I35! XC?;35!", 1972, pp. 140–144.